# Mathias Rauchmiller
Johann Mathias Rauchmiller (auch Matthias Rauchmiller oder Mathias Rauchmüller; * 11. Januar 1645 in Radolfzell; † 15. Februar 1686 in Wien) war ein deutscher Bildhauer, Elfenbeinschnitzer, Maler und Architekt.

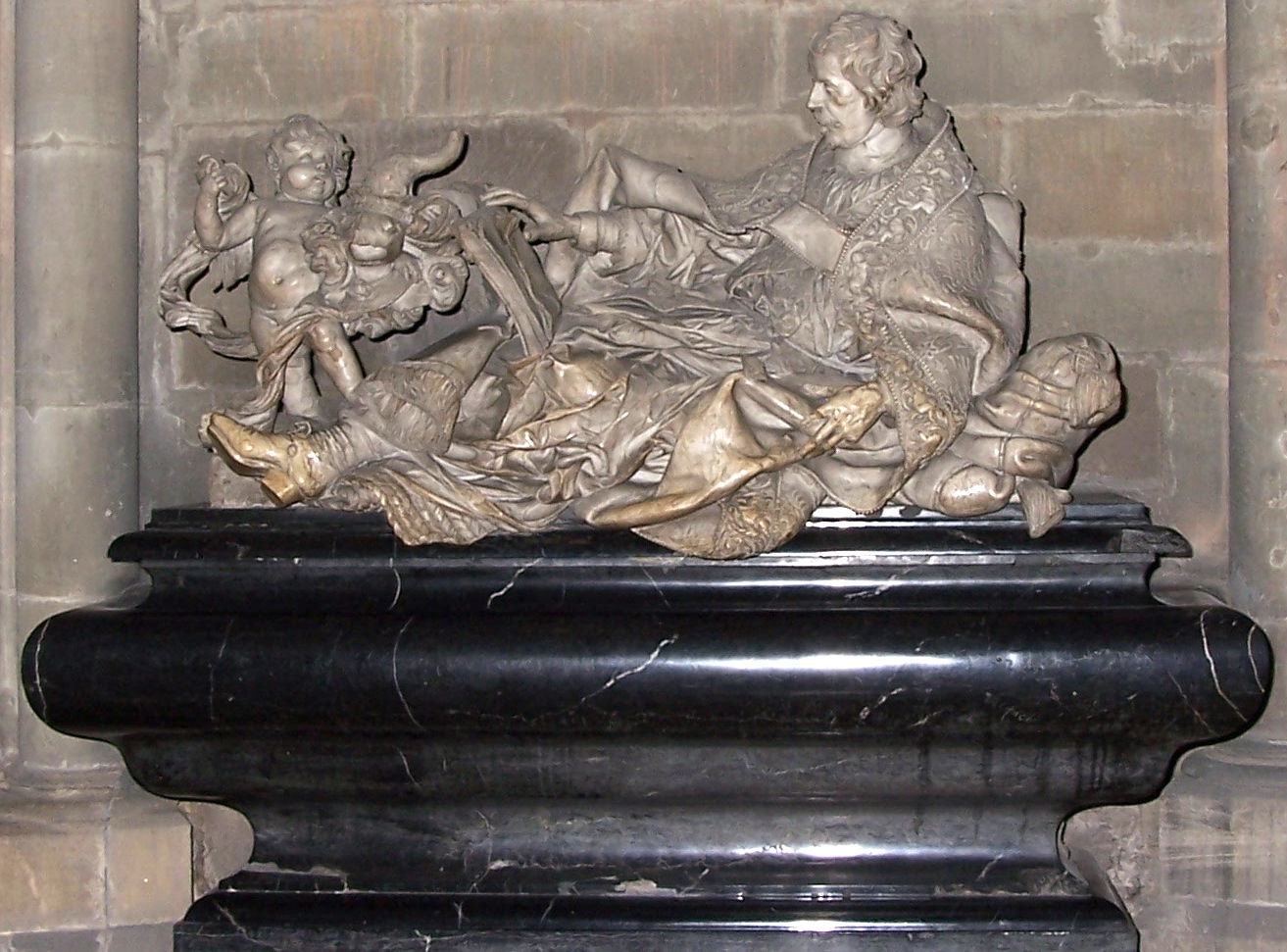
Grabmal für Karl von Metternich

## Leben
Rauchmiller wurde als viertes Kind und erster Sohn seiner Eltern Matthias und Agatha in Radolfzell geboren.
Es ist nicht bekannt, wessen Schüler Rauchmiller war. Erstmals nachweisbar ist er 1669/71 in Mainz, wo er ein Kruzifix für den dortigen Dom schuf. Dortige Maler und Bildhauer legen Beschwerden gegen Rauchmiller bei Rat der Stadt ein: Sie bezeichnen ihn als Störer, als einen, der die Kunst nicht zünftig gelernt habe.
In Mainz heiratet Rauchmiller 1671 die Bürgerstochter Anna Maria Münch. Mit ihr hat er mindestens drei Kinder: Maria Elisabeth (*/† 1676), eine weitere Tochter (*/† um 1678) und Heinrich Ernst (* um 1669).
Um 1675 wurde er mit der Ausführung eines Grabmals für Karl von Metternich beauftragt, das in der Trierer Liebfrauenkirche aufgestellt wurde.
Ab 1676 hielt sich Mathias Rauchmiller vornehmlich in Wien auf. Für die Jahre 1677–1679 ist er in Schlesien nachgewiesen. Als Stiftung der Herzoginwitwe Luise wurde nach Rauchmillers Entwurf in der Liegnitzer Johanneskirche ein Mausoleum der Schlesischen Piasten für die letzte Liegnitzer Piastenfamilie errichtet, für das er auch die Bildhauerarbeiten (einschließlich der vier lebensgroßen Statuen der herzoglichen Familie) sowie die Malerei schuf. Während dieser Jahre wurde er vermutlich auch mit der Innenausstattung des ehemaligen Fürstensaals (jetzt Rittersaal) des Ohlauer Schlosses beauftragt, das von der Herzoginwitwe Luise erweitert wurde. Für die Breslauer Magdalenenkirche schuf er 1677 ein Epitaph in Form eines Sarkophags für Adam von Arzat. Die vollplastischen Figuren stellen Ehre und Hoffnung dar, und in der Nische oberhalb des Epitaphs wird die Personifizierung des Ruhmes dargestellt. Das ein Jahr später für dieselbe Kirche geschaffene Marmorepitaph für Octavius Pestaluzzi ist nur teilweise erhalten.

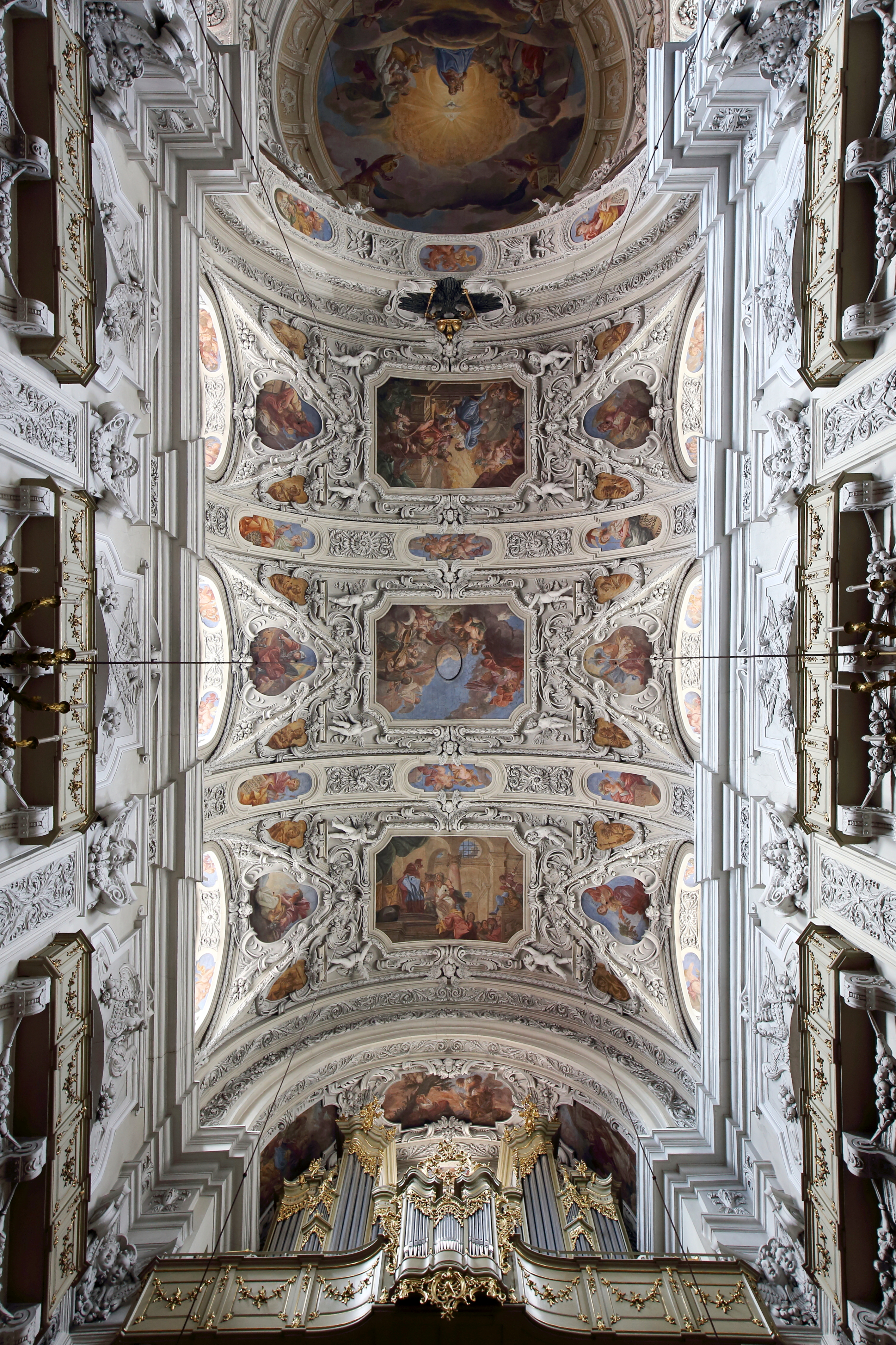
Langhaus-Deckenfresko in der Wiener Dominikanerkirche (ab 1675)

1681 entwarf Rauchmiller für die Prager Karlsbrücke ein kleines Gipsmodell der von Matthias Gottfried Freiherrn von Wunschwitz gestifteten Nepomukstatue, die von Johann Brokoff nach dem Gipsmodell im südwestböhmischen Ronsperg (auf dem Schloss des Freiherrn von Wunschwitz) in Holz gefertigt und von Wolf Hieronymus Herold gegossen wurde. In der Wiener Dominikanerkirche fertigte er das Langhausfresko, und 1682 lieferte er den Gesamtentwurf für die Wiener Pestsäule, von dem nur noch drei Engel erhalten sind. Nach dem Tod des Malers Carpoforo Tencalla 1685 übernahm Mathias Rauchmiller die Freskierung der Seitenschiffe sowie zweier Kapellen im Passauer Dom. Diese Arbeiten wurden nach Rauchmillers Tod 1686 von Tencallas Schwiegersohn Carlo Antonio Bussi vollendet.
Neben Großplastiken, Malereien und Elfenbeinschnitzereien schuf Mathias Rauchmiller auch zahlreiche Zeichnungen für Thesenblätter, die von den Augsburger Kupferstechern Melchior Küsel und Philipp Kilian gestochen wurden. Die Zeichnungen Tod der Sophonisbe und Tod der Kleopatra wurden von Jacob von Sandrart gestochen.

## Werk (Auswahl)

### Elfenbeinschnitzereien
- Wien, Liechtenstein Museum: Humpen mit bacchischer Darstellung (1670)[5]
- Bacchantenkanne für den Fürsten Liechtensteins (1676)[6]
- Wien, Kunsthistorisches Museum (Kaiserliches Hofmuseum): Bachantengruppe[7] aus Walroßzahn (um 1680) sowie Apollo und Daphne[8]
- München, Bayerisches Nationalmuseum: Christus am Kreuz, die Statuetten Minerva und Juno sowie Christus an der Martersäule und Nessus, die Dejanira raubend (um 1700)[9][10]

### Plastiken
- 1677/79: Piastenmausoleum in der Liegnitzer Johanniskirche
- 1677/79: Epitaphien für Adam von Arzat und Octavius von Pestaluzzi in der Breslauer Magdalenenkirche
- 1682: Drei Engelsfiguren für die beauftragte Grabensäule in Wien

### Fresken und Zeichnungen
- 1677: Zeichnung zum Thesenblatt für die Hochzeit Leopolds I. mit Eleonore Magdalene von Pfalz-Neuburg
- 1680: Zeichnungen zum Thesenblatt auf den Tod des Fürsten Raimondo Montecuccoli
- 1681: Zeichnung zu den Titelblättern der Neuausgabe der Lohensteinschen Dramen
- 1682: Fresken im Langhaus der Wiener Dominikanerkirche
- 1685: Zwei von zehn beauftragten Deckenfresken im Passauer Dom